# Річкова вулиця (Мелітополь)
Річкова вулиця — вулиця у Мелітополі. Починається від Кримського провулка, закінчується глухим кутом і перетином з пішохідною стежкою на березі Піщаного струмка. Забудована приватними будинками.

## Назва
Назва вулиці пов'язана з річкою Молочною, яка протікає в кількох сотнях метрах від вулиці.
Поруч знаходиться Річковий провулок, який успадкував колишню назву вулиці (до 1957 року вона називалась Річковим провулком).

## Історія
23 грудня 1955 року було прийнято рішення про прорізку провулка паралельно Кримському провулку (теперішня Кримська вулиця) та її найменування Річковим провулком.
29 березня 1957 року провулок Річковий та його продовження були перейменовані на Річкову вулицю. Того ж дня й сусідній Кримський провулок був перейменований на Кримську вулицю.